# Tuda Mangu
Tuda Mangu (em tártaro: Туда-Мәнгү, Tuda-Mängü), Tode Monque (em mongol: Тод Мөнх, Tod Mönkh) ou Tuda Mengu (em russo: Туда-Менгу) foi um nobre mongol do século XIII, filho de Tococã. Em 1280, sucedeu seu irmão Mangu Temir como cã do Canato da Horda Azul. Governou até 1287, quando foi sucedido por Tula Buga. Em 1283, se converteu ao islamismo.